# World at Your Feet
Sencillo de la banda británica Embrace. 
Fue lanzada en el 2006, alcanzando el puesto n.º 3 de los charts británicos en junio de aquel año. Fue la canción oficial de Inglaterra para la Copa Mundial de la FIFA Alemania 2006.
Producida por Youth, y grabada en los Olympic Studios, el mismo donde se realizaron las grabaciones del álbum "This New Day", que no contenía originalmente "World At Your Feet". El álbum fue reeditado en versión CD + DVD, donde si fue incluida. El DVD consta de un documental de aproximadamente 30 minutos donde se muestran las grabaciones de la canción, su lanzamiento en la BBC Radio 1, la producción del videoclip y la primera aparición de Embrace interpretando este sencillo en televisión.
El videoclip de la canción fue dirigido por Anthea Benton y producido por Fraser Lawson.
Los lados b de World At Your Feet son "Love Order", "Whatever It Takes" y "What Lies Behind Us".
- Datos: Q5935770